# Filialkirche Wim

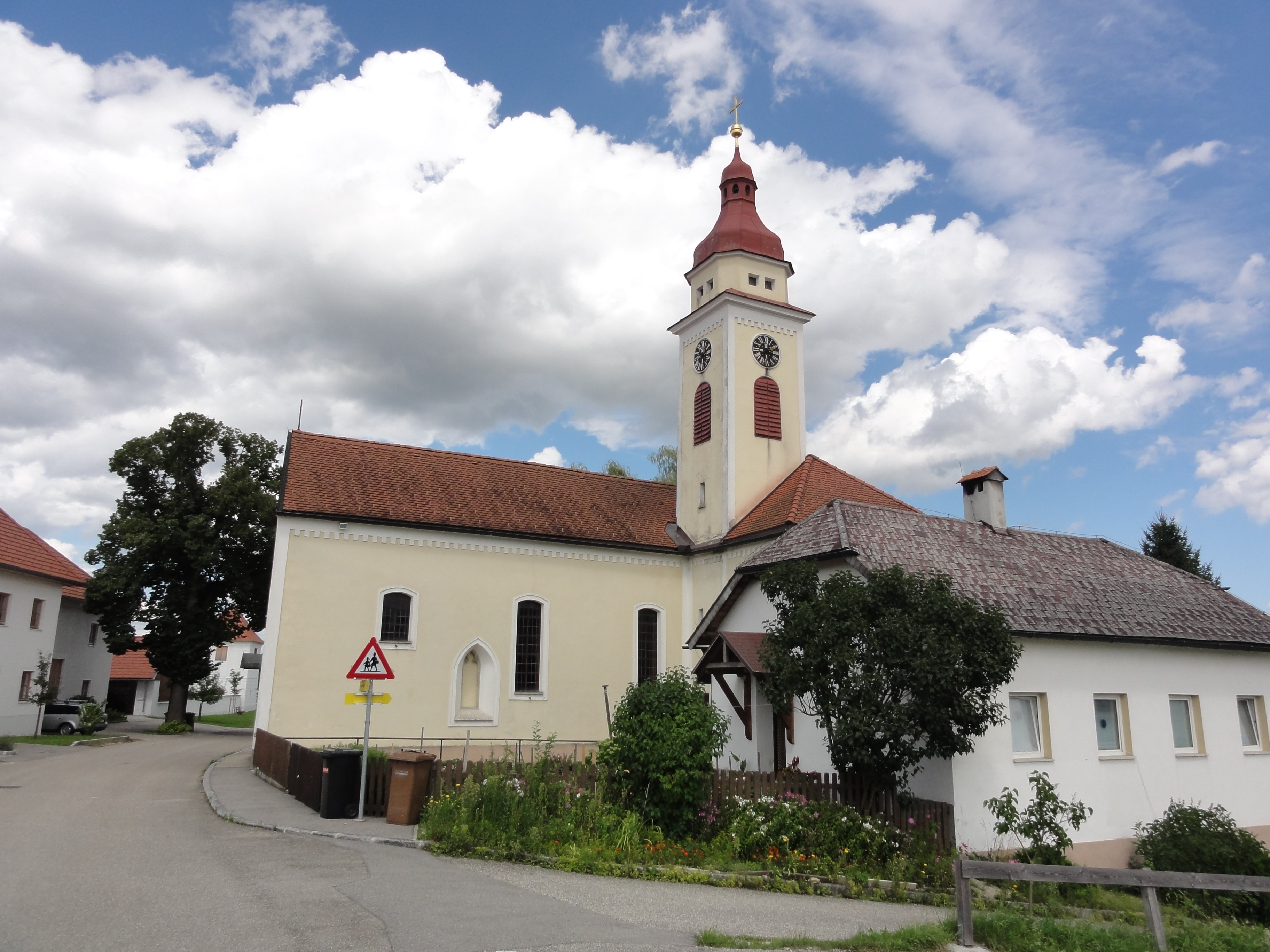
Filialkirche Wim

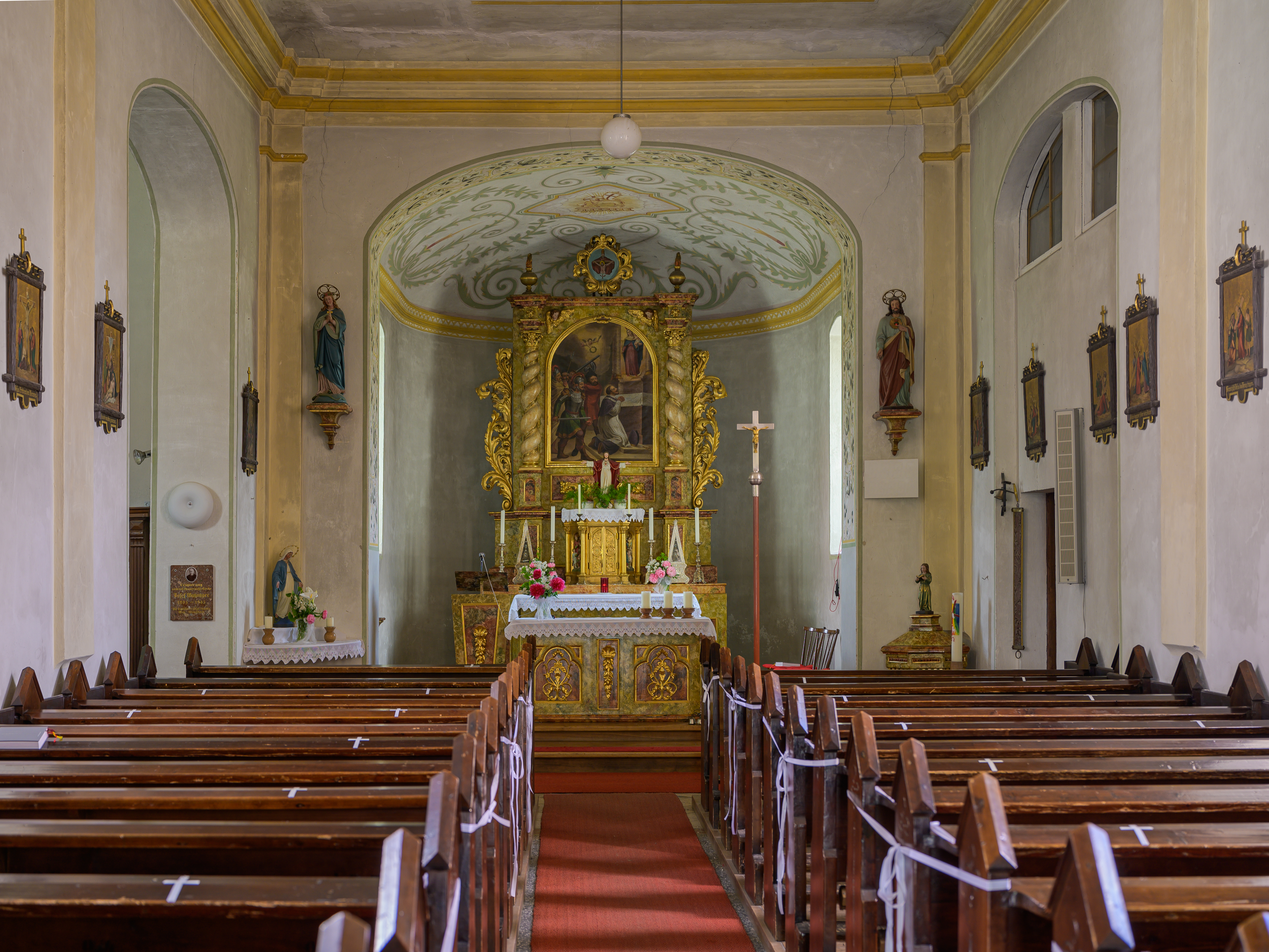
Innenansicht

Die römisch-katholische Filialkirche in der Wim steht im Ortsteil Wim der Gemeinde Bad Wimsbach-Neydharting im Bezirk Wels-Land in Oberösterreich. Sie ist dem heiligen Thomas von Canterbury geweiht und gehört zur Pfarre Bad Wimsbach-Neydharting im Dekanat Gmunden in der Diözese Linz. Das Bauwerk steht unter Denkmalschutz (Listeneintrag).

## Geschichte
Die Kirche in der Wim wurde bereits 1220 erwähnt.

## Architektur
Der ursprünglich gotische Bau wurde 1893 ausgebaut, wobei eine langrechteckige Kirche mit leicht eingezogenem, in korbbogiger Rundung abgeschlossenem Chor entstand. Die Kirche mit Kapellenanbau und Turm im südlichen Chorwinkel beherbergt einen Hochaltar aus der Zeit um 1700 mit einem Altarbild des Heiligen Thomas von Canterbury aus dem Jahr 1837.

## Ausstattung
Glocken
Im Ersten Weltkrieg mussten die vier größten der insgesamt fünf Glocken für Kriegszwecke abgeliefert werden. Die fünfte Glocke kam 1922 in die Filialkirche Kößlwang, nachdem zwei neue Glocken bei der Oberösterreichischen Glocken- und Metallgießerei in St. Florian mit einem Gewicht von 118 kg und 71,5 kg angeschafft worden waren.
Orgel

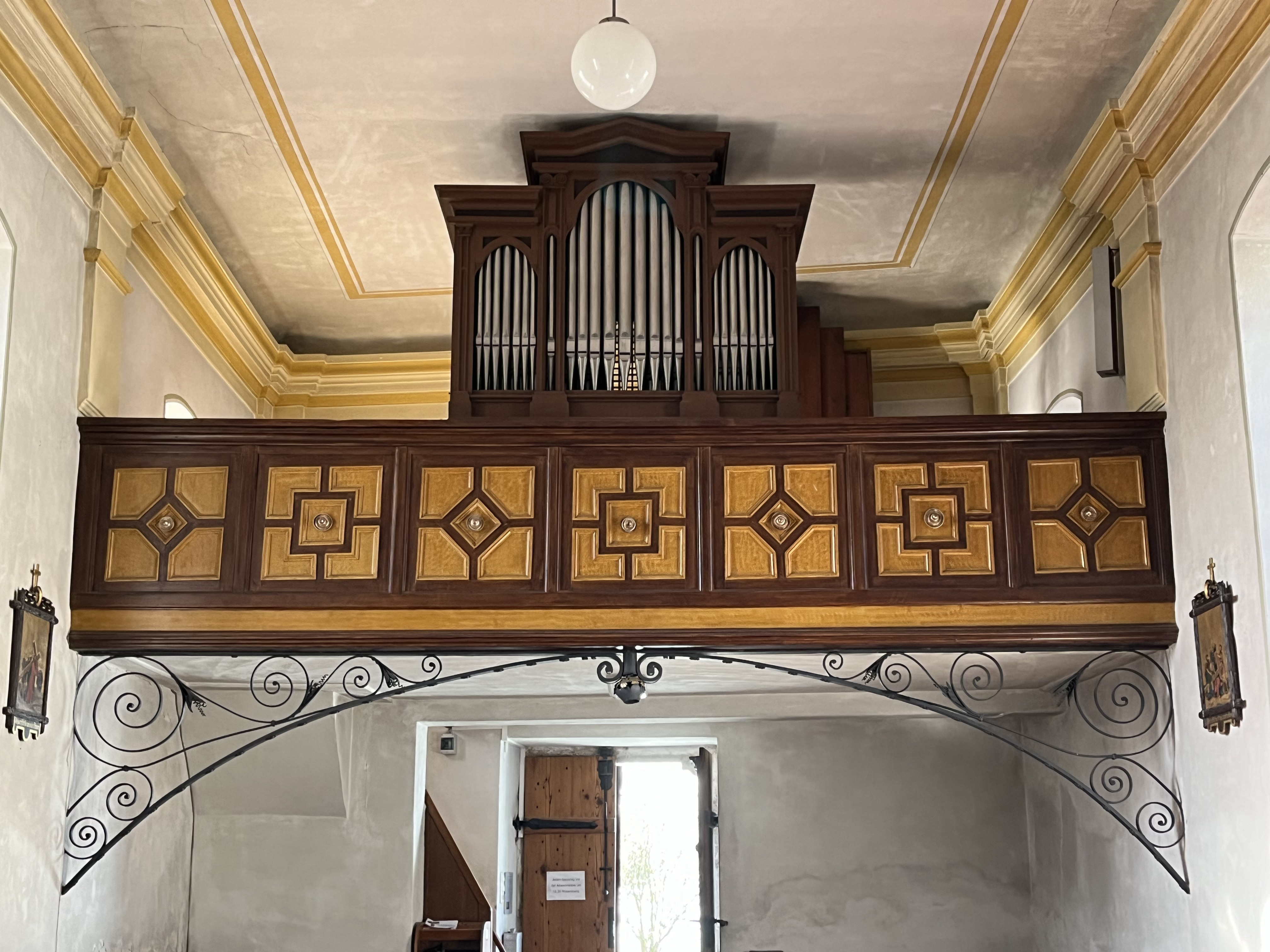
Empore mit Orgel-Prospekt (Frontansicht)

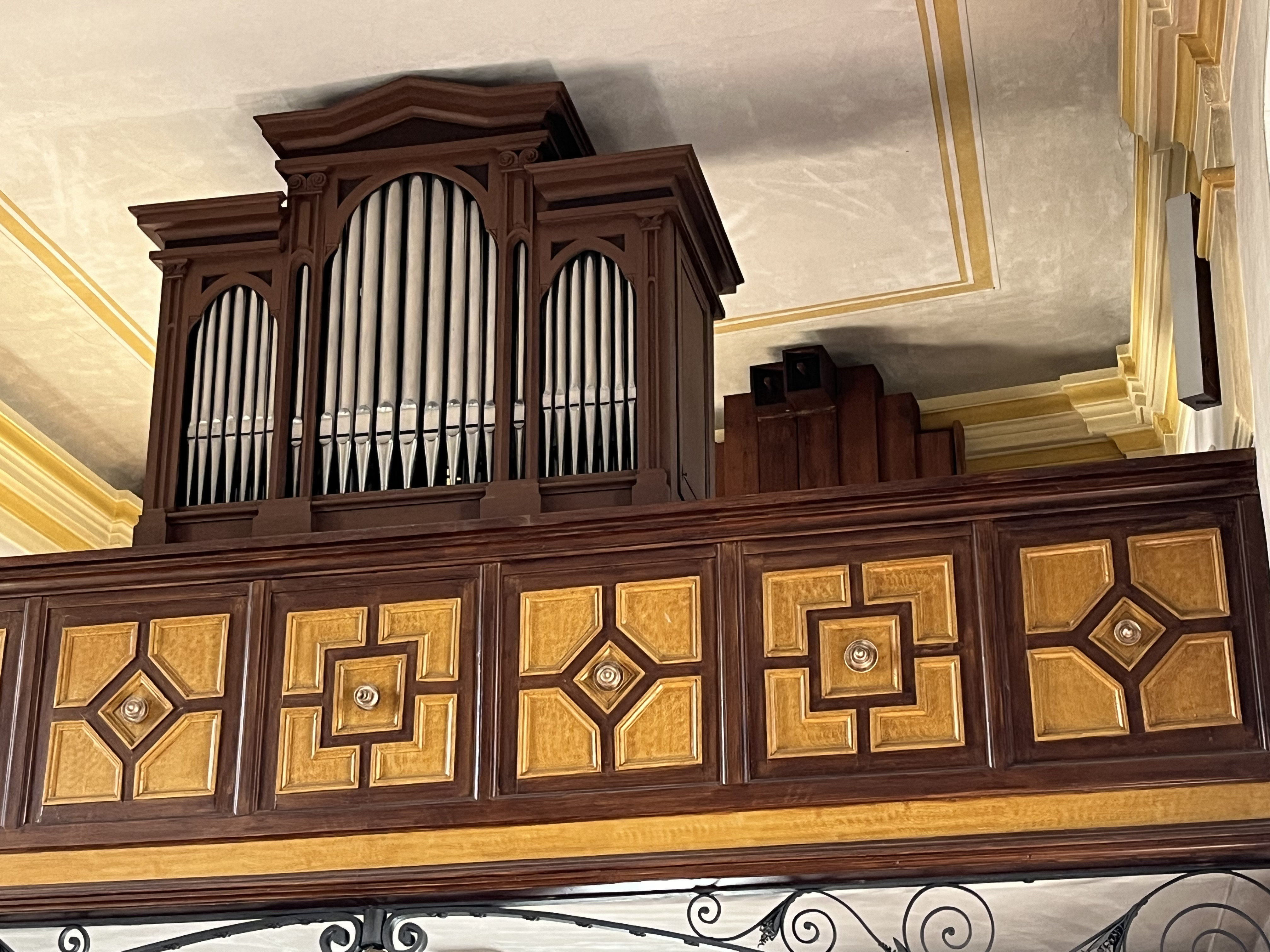
Schrägansicht der Orgel; auch Teile der Basspfeifen sind sichtbar

Die kleine Orgel, welche auf einer, sich über die gesamte Kirchenbreite erstreckenden Empore steht, hat einen schönen und warmen Klang. Das Prospekt der Orgel wurde aus dunklem Holz gefertigt, in das die silbernen Prospektpfeifen bogenförmig eingearbeitet sind. Hinter dem Orgelgehäuse steht eine weitere Pfeifenreihe, welche die tiefen Basspfeifen beinhaltet. Diese kann man, wenn man an der Seite des Prospektes vorbeisieht (Bild 2, Schrägansicht), auch teilweise sehen. Die Orgel 1895 bzw. 1904 stammt von Josef Steininger.
Empore
Die sich über dem Haupteingang befindliche Empore ist durch eine schmale, innen neben dem Haupteingang liegende Treppe, zu erreichen. Das Emporen-Geländer ist ebenfalls aus dunklem Holz gefertigt und mit goldenen Elementen verziert. An der Unterseite des Geländers befindet sich ein kunstvoll geschmiedetes Metallelement, welches auch an den Seitenwänden der Kirche befestigt ist.

## Belege
1. ↑  Oberösterreich – unbewegliche und archäologische Denkmale unter Denkmalschutz. (PDF), (CSV). Bundesdenkmalamt, Stand: 23. Jänner 2019.
2. ↑  Florian Oberchristl: Glockenkunde der Diözese Linz. Verlag R. Pirngruber, Linz 1941, S. 608–609.

Koordinaten: 48° 2′ 20,9″ N, 13° 52′ 56,5″ O